# The Last Shot (1993)
The Last Shot is een Amerikaanse film uit 1993, geregisseerd door Deborah Amelon.

## Verhaal
Mark Tullis is stervende. Hij heeft jaren in bed doorgebracht en zijn huid is pokdalig van het aantal schoten dat hij in de loop der jaren heeft gehad. Met nog weinig tijd om te leven, besluit hij dat hij liever zijn eigen tijd kiest en deze met een laatste injectie beëindigt. Dit plan brengt zijn drie volwassen kinderen terug naar het huis: Mark, een nuchtere zakenman, Rachel de dochter en Peter, die een mislukte muzikant is. De familie is weer samen, maar het kan voor de laatste keer zijn.

## Rolverdeling
| Acteur         | Personage       |
| -------------- | --------------- |
| Adam Baldwin   | Mark Tullis Jr. |
| Bibi Besch     | Helen Tullis    |
| Paul Hipp      | Peter Tullis    |
| Jessica Lundy  | Rachel Tullis   |
| Garry Marshall | Mark Tullis Sr. |

## Nominaties
- 1995 CableACE Award voor Writing a Dramatic Series: Deborah Amelon en Showtime Networks (nominatie)